# Almeidella corrupta
Almeidella corrupta är en fjärilsart som beskrevs av William Schaus 1900. Almeidella corrupta ingår i släktet Almeidella och familjen påfågelsspinnare. Inga underarter finns listade i Catalogue of Life.